# Жвайгжджякальнис
Жвайгжджякальнис (лит. Žvaigždžiakalnis, буквально «Звёздная гора») — небольшая деревня на востоке Литвы в Молетском районе Утенского уезда, в 10 км к юго-востоку от села Сугинчяй. Расположена на полуострове между западной оконечностью озера Айсетас и заливом Думблелис, в региональном парке Лабанораса.